# تیت آرگه
تیت آرگه (استونیایی: Tiit Arge؛ زادهٔ ۲۹ مهٔ ۱۹۶۳) سیاستمدار  و نماینده سابق مجلس اهل استونی است.